# Derek Trucks
Derek Trucks est un compositeur, guitariste  et producteur américain, né le 8 juin 1979 à Jacksonville en Floride. 
Successivement membre du Allman Brothers Band puis leader du Derek Trucks Band, il est aujourd'hui membre cofondateur du Tedeschi Trucks Band.

## Biographie
Il a tout d'abord attiré l'attention comme un guitariste prodige de neuf ans qui jouait avec son oncle Butch Trucks le batteur du The Allman Brothers Band. Puis âgé de douze ans, il a formé son premier groupe, il joue avec Buddy Guy et d'autres musiciens connus qu'il a rencontrés durant dix ans pendant les tournées du Allman Brothers Band avant de devenir membre de ce groupe en 1999. Cette même année il rencontre la chanteuse de blues Susan Tedeschi, ils se marient en 2001. Il fonde son propre groupe alors qu'il est âgé de 15 ans, le Derek Trucks Band, tout en continuant à jouer avec les Allman Brothers. Derek Trucks et Susan Tedeschi se produisent aussi ensemble avec un groupe appelé Soul Stew Revival qui a évolué en 2010 en l'actuel Tedeschi Trucks Band.
Parmi ses nombreuses collaborations, il a joué avec j.j. Cale et Eric Clapton lors du Crossroads Guitar Festival en 2007 et celui de 2010 avec sa femme Susan Tedeschi.
L'album Already Free paru en 2009 a atteint la 19e place au Billboard, avec une première place comme album de Blues.

## The Derek Trucks Band
Le Derek Trucks Band a été formé en 1994.  Yonrico Scott l'a rejoint en 1995, Kofi Burbridge en 1999 et Mike Mattison en 2002.
- Derek Trucks – guitare
- Kofi Burbridge – claviers, flute et chant
- Todd Smallie – basse et chant
- Yonrico Scott – batterie, percussions et chant
- Mike Mattison – chant
- Count M'Butu – percussions

## Discographie

### Avec le Derek Trucks Band
- The Derek Trucks Band (1997)
- Out of the Madness (1998)
- Joyful Noise (2002)
- Soul Serenade (2003)
- Live at Georgia Theatre (2004)
- Songlines (2006)
- Songlines Live (DVD) (2006)
- Already Free (2009)

### Avec  The Allman Brothers Band
- Peakin' at the Beacon (2000)
- Hittin' the Note (2003)
- Live at the Beacon Theatre (DVD) (2003)
- One Way Out (2004)

### Avec le Tedeschi Trucks Band
- Revelator (2011)
- Everybody's Talkin' (2012)
- Made Up Mind (2013)
- Let Me Get By (2016)
- Signs (2019)

### Collaborations
- The Circle (1996), Planet Earth/Carey Nall
- Come On In This House (1996), Junior Wells
- Searching for Simplicity (1997), Gregg Allman
- Laughing Water (1998), Jazz Is Dead
- Live... With a Little Help from Our Friends (1999), Gov't Mule
- Croakin' at Toad's (2000), Frogwings
- Project Z (2001), Project Z
- Live in the Classic City (2002), Widespread Panic
- Wait For Me (2002), Susan Tedeschi
- Little Worlds (2003), Béla Fleck and the Flecktones
- The Best Kept Secret (2005), Jerry Douglas
- Hope and Desire (2005), Susan Tedeschi
- The Road to Escondido (2006), J.J. Cale, Eric Clapton
- Crossroads - Eric Clapton Guitar Festival 2007 (2007), Eric Clapton
- Skin Deep (2008), Buddy Guy
- Here and gone (2008) David Sanborn
- Sidewalk Caesars (2008), Scrapomatic
- The Blues Roll On (2008), Elvin Bishop
- Back to the River (2008), Susan Tedeschi
- Lifeboat (2008), Jimmy Herring
- Guitars (2008), McCoy Tyner
- The Imagine Project (2010), Herbie Hancock
- Crossroads Eric Clapton Guitar Festival 2010 Eric Clapton
- Crossroads Eric Clapton Guitar Festival 2013 Eric Clapton